# Łuhań
Łuhań (ukr. Лугань Łuhań, także Луганка Łuhanka, ros. Лугань Ługań) – rzeka na Ukrainie, prawy dopływ Dońca.
Rzeka płynie przez Wyżynę Doniecką, jej długość wynosi 198 km, a powierzchnia dorzecza 3740 km².
Dopływami Łuhania są: Wilchowa, Biła, Łozowa.